# صدمة كليلة في الطحال
الصدمة الكليلة في الطحال (Blunt splenic trauma) هو مرض يحدث عندما يتعرض الطحال لصدمة قوية من مؤثر خارجي (أي حادث تصادم) فيتسبب ذلك في تلف أو انفتاق الطحال. تختلف طرق العلاج بحسب وشدة الحالة، ولكن غالبًا ما يجد الأطباء أنفسهم أمام إصمام أو استئصال.

## السبب
تحدث الصدمة الكليلة في الطحال في أغلب الأحيان نتيجة لحوادث التصادم، التي تعد من أهم مسببات النزف الداخلي. ومع ذلك، قد تتسبب أي صدمة كبيرة يتعرض لها الطحال في الإصابة بصدمة الطحال. فهذا المرض قد يحدث في حوادث الدراجات الهوائية إذا ما ضغط مقود الدراجة بقوة على الحافة الموجودة تحت الضلع الأيسر والطحال. وتتراوح درجة الإصابة من حالة ورم دموي تحت المحفظة إلى انفتاق طحالي.

## المخاوف الطبية
تنصب المخاوف الأساسية للأطباء عند الإصابة بأي صدمة في الطحال على النزف الداخلي، وإن كان النزف بكمية صغيرة أو كبيرة، الذي يعتمد على طبيعة الإصابة ودرجة خطورتها. وغالبًا ما تلتئم الجروح الصغيرة أو الطفيفة بصورة عفوية، خصوصًا في الأطفال. ويزداد النزف في الإصابات البالغة والتي غالبًا ما ينتج عنها صدمة نزفية. وأحيانًا ينفتق الورم الدموي الطحالي، عادة في الأيام الأولى القليلة من الإصابة، إلا أنه قد ينفتق بعد ساعات أو شهور.

## العلامات والأعراض
تختلف أعراض النزف الأولية بحسب درجة الإصابة، مع أعراض النزف الشديد من صدمة وألم في البطن وتمدد يتضح بالفحوص الطبية. وتتمثل أعراض النزف الطفيف في ألم في الربع العلوي الأيسر. وبوجه عام يُسأل المرضى الذين يعانون من ألم غير مفسر في الربع العلوي الأيسر عما إذا كانوا قد أصيبوا بصدمة مؤخرًا، خصوصًا إذا كان هناك قرينة من نقص حجم الدم أو حدوث صدمة.

## التشخيص
يتأكد التشخيص بإجراء تصوير مقطعي محوسب أو عمل تخطيط بجانب ذلك في الحالات الأقل استقرارًا. ونادرًا ما يلجأ الأطباء إلى فتح البطن الاستقصائي، رغم أنه قد يكون ذا جدوى في الحالات التي تعاني في حالات النزف الحاد على وجه التحديد. ووضعت مجموعة من معايير التقييم باستخدام التصوير المقطعي المحوسب للتعرف على ما إذا كان هناك ما يستدعي التدخل (الجراحة أو الإصمام) في الحالات التي تعاني من إصابة الطحال. وأقرت المعايير المبنية على 20 صورة بالأشعة المقطعية من قاعدة بيانات للمرضى المستقرين من الناحية الديناميكية الدموية الذين تعرضوا لإصابة كليلة في الطحال. ووثقت مصداقية هذه المعايير في 56 حالة متعاقبة على نحو ارتجاعي واتضح أنه يمكن التعويل عليها في التنبؤ بالحاجة إلى تدابير علاجية جائرة في الإصابات الكليلة للطحال (الحساسية بنسبة 100%، النوعية بنسبة 88%، والدقة الكلية بنسبة 93%).
وتفيد الدراسة بأن النتائج الثلاث التالية لها علاقة بالحاجة إلى التدخل الجراحي:
1. إزالة التوعية أو الجرح الذي يشمل 50% من المتن الطحالي أو يزيد.
2. التورد التبايني الذي يزيد قطره عن سنتيمتر (من التسرب الفاعل للتباين الرابع أو تكون أم دم كاذبة).
3. تدمي الصفاق الضخم.

## العلاج
العلاج المتعارف عليه هو استئصال الطحال. ومع ذلك، يتجنب الأطباء الاستئصال بقدر الإمكان، خصوصًا في الأطفال، لتجنب حدوث الحساسية الدائمة للأمراض البكتيرية المعدية. ويتعامل الأطباء مع أغلب الحالات المستقرة من الانتهاكات الصغيرة وبعض الانتهاكات المتوسطة الحجم (خصوصًا الأطفال) بوضعها تحت الإشراف الطبي وأحيانًا بنقل الدم بدلاً من العمليات الجراحية. الإصمام، غلق الأوعية النازفة، هو علاج جديد وأقل جورًا. وعندما يتطلب الوضع إجراء عملية جراحية، فهناك حالات قليلة يمكن فيها تصليح الطحال، ولكن يبقى استئصال الطحال هو العلاج الجراحي الرئيس الذي يحقق أعلى معدلات النجاح بين كل العلاجات.